# BSN山二ツ送信所

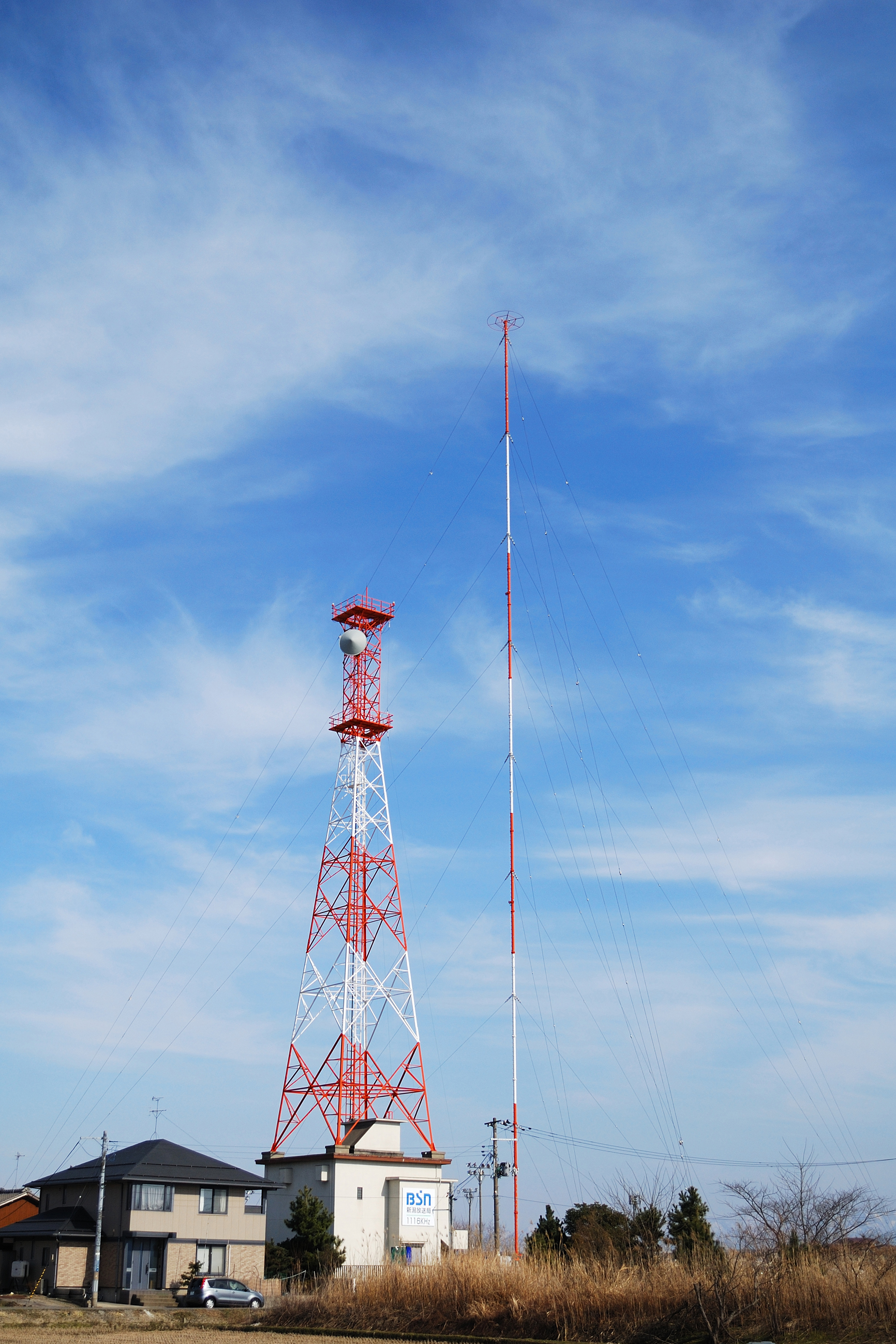
BSN新潟放送 山ニツラジオ送信所 全景
送信アンテナは右の紅白ポール。左の鉄塔は本社からの電波を受ける設備

BSN山二ツ送信所（ビーエスエヌやまふたつそうしんじょ）は、新潟市中央区山二ツにある、新潟放送の中波ラジオ放送の親局・新潟ラジオ放送局(JODR)の送信所である。

## 概要
- 親局の中波ラジオ送信所は、新潟市中央区山二ッ5丁目10番地に置かれ、下越地方や佐渡島の広範囲に電波を発射している。

## ラジオ送信施設概要
| 放送局名    | コールサイン | 周波数   | 空中線電力 | 放送対象地域 | 放送区域内世帯数 | 運用開始日                 |
| BSN新潟放送 | JODR         | 1116 kHz | 5 kW       | 新潟県       | 約-世帯          | 1956年（昭和31年）12月24日 |

- 政令指定都市が存在する県で唯一1桁出力となっている。

## 沿革
- 1956年（昭和31年）
  - 11月17日 ラジオ新潟(RNK)（当時、1961年から新潟放送(BSN)に社名変更）の新潟局（JODR）の送信所を、当時あった網川原から山ニツへ変更する申請を、電波管理局へ提出[2]。
  - 12月21日 電波管理局から、前記の変更申請が許可される[3]。
  - 12月24日 山ニツラジオ送信所から、放送開始（周波数:1220KHz、出力:1KW）[3][4]。
- 1959年（昭和34年）
  - 10月1日 昼間の出力が3KWに増力する（夜間は1KWのまま）[5]。
  - 12月1日 出力が昼夜共に常時3KWとなる[5]。
- 1962年（昭和37年）
  - 10月1日 周波数が1120KHzに変更[6]。
  - 12月26日 出力が5KWとなる[7]。
- 1978年（昭和53年）11月23日 ITU国際電気通信連合の取り決め（それまでの10kHz刻みの周波数から、9kHz刻みの周波数に変更）に従い、午前5時、周波数が1116kHzに変更される[8]。